# Дакор
Дакор (гудж. ડાકોર) — місто в індійському штаті Гуджарат, в окрузі Кхеда.

## Географія
Місто розташовано за 90 км від Вадодари й Ахмедабада.

## Пам'ятки
Дакор відомий храмом Крішни, у якому для поклоніння встановлено мурті Крішни-Ранчора. У дні повного місяця до міста приїздять багато індуїстських паломників, які бажають отримати даршан божества.
У місті з особливим розмахом відзначається фестиваль Холі.